# توکولیتیک

ساختار شیمیایی L-371,257 ، یک آنتاگونیست گیرنده اوکسی توسین

توکولیتیک‌ها که داروهای ضد انقباض رحم یا جلوگیری‌کننده‌های زایمان نیز نامیده می‌شوند داروهایی هستند که برای سرکوب زایمان زودرس استفاده می‌شوند. تولد زودرس، عامل ۷۰ درصد از موارد مرگ و میر نوزادان است. بنابراین، درمان توکولیتیک، زمانی ارائه می‌شود که احتمال دارد زایمان، منجر به زایمان زودرس شود. زایمان باید به اندازهٔ کافی برای تجویز گلوکوکورتیکوئیدها به تعویق بیفتد، که بلوغ و تکمیل ریهٔ جنین را تسریع می‌کند، اما ممکن است یک تا دو روز طول بکشد تا تأثیر بگذارد.
داروهای توکولیتیک مرسوم، عبارت‌اند از آگونیست‌های بتا۲، مسدودکننده‌های کانال کلسیم، داروهای ضدالتهاب غیراستروئیدی و منیزیم سولفات. این داروها می‌توانند با سرکوب انقباضات عضلانی رحم به ایجاد تأخیر در زایمان زودرس کمک کنند و استفاده از آن‌ها برای کاهش عوارض و کاهش میزان مرگ‌ومیر نوزادان مرتبط با زایمان زودرس است. سرکوب انقباض‌ها معمولاً جزئی است و توکولیتیک‌ها را فقط می‌توان برای به تأخیر انداختن زایمان، برای چند روز تجویز کرد. بسته به نوع توکولیتیک مورد استفاده، زن باردار یا جنین ممکن است نیاز به نظارت داشته باشد مثلاً هنگام استفاده از نیفیدیپین به‌دلیل کاهش در فشار خون، نظارت بر فشار خون و کاردیوتوکوگرافی برای ارزیابی سلامت جنین، ضروری است. در هر صورت، جلوگیری از خطر زایمان زودرس، به تنهایی، استفاده از این داروها و اثرات جانبی آن‌ها را توجیه می‌کند.
توکولیتیک‌ها برای موارد تأییدشدهٔ زایمان زودرس، بین هفتهٔ ۲۴ تا ۳۴ بارداری در نظر گرفته می‌شوند.
این داروها گاهی همراه با سایر درمان‌ها که ممکن است شامل تجویز کورتیکواستروئیدها، محافظت عصبی جنین و انتقال ایمن زن باردار به مراکز درمانی باشد، تجویز می‌شوند.

## انواع
هیچ عامل توکولیتیک خط اول مشخصی وجود ندارد. شواهد موجود نشان می‌دهد که خط اول درمان با آگونیست‌های بتا ۲، مسدودکننده‌های کانال‌های کلسیم و داروهای ضدالتهاب غیراستروئیدی برای طولانی‌تر کردن بارداری تا ۴۸ ساعت است.
انواع مختلفی از داروها با میزان موفقیت و اثرات جانبی متفاوت استفاده می‌شود. برخی از داروها به‌طور خاص توسط سازمان غذا و داروی ایالات متحده (FDA) برای توقف انقباض‌های رحمی در زایمان زودرس تأیید نشده و بدون مجوز استفاده می‌شوند.
مسدودکننده‌های کانال کلسیم (مانند نیفیدیپین) و آنتاگونیست‌های اکسی‌توسین (مانند اتوسیبان) بسته به این‌که دارو با چه سرعتی تجویز می‌شود ممکن است زایمان را ۲ تا ۷ روز به تعویق اندازند. داروهای ضدالتهاب غیراستروئیدی (مانند ایندومتاسین) و مسدودکننده‌های کانال کلسیم (مانند نیفیدیپین) بیشترین احتمال را دارند که زایمان را به مدت ۴۸ ساعت به تأخیر بیندازند و کمترین عوارض جانبی مادری و نوزادی را داشته باشند. داروهای کنونی، اصول فعال‌سازی فرایند زایمان را تغییر نمی‌دهند. با این حال، به تعویق انداختن زایمان زودرس تا ۴۸ ساعت به‌نظر می‌رسد که برای انتقال زنان باردار به یک مرکز تخصصی برای مدیریت زایمان زودرس و در ادامه، تجویز کورتیکواستروئیدها برای کاهش زودرس و غیرکامل بودن اندام‌های نوزاد، کافی است.
اثربخشی آگونیست‌های بتا آدرنرژیک، آتوسیبان و ایندومتاسین، کاهش نسبت شانس (OR) زایمان به میزان کاهش ۰/۵۴ درمدت ۲۴ ساعت و میزان کاهش ۰/۴۷ به‌مدت ۴۸ ساعت، محاسبه شده‌است.
تصور می‌شد که آنتی‌بیوتیک‌ها زایمان را به تأخیر می‌اندازند، اما هیچ مطالعه‌ای شواهدی مبنی بر تأثیر استفاده از آنتی‌بیوتیک‌ها در زایمان زودرس را نشان نداده‌است. آنتی‌بیوتیک‌ها در مادران باردار مبتلا به پارگی زودرس کیسه آب استفاده می‌شوند، اما این‌گونه استفاده‌ها به‌عنوان یک استفادهٔ توکولیتیک، شناخته نمی‌شوند.

## موارد منع مصرف
علاوه بر موارد منع مصرف ویژهٔ این داروها، چندین عامل کلی دیگر نیز ممکن است مانع از ایجاد تأخیر در زایمان زودرس با استفاده از داروهای توکولیتیک شوند.
- جنین بزرگ‌تر از هفته ۳۴ بارداری است.[۱۱]
- وزن جنین کمتر از ۲٫۵ کیلوگرم، یا مبتلا به محدودیت رشد داخل رحمی (IUGR)[۱۱] یا نارسایی جفت[۱۱] است.
- ناهنجاری‌های مادرزادی یا کروموزومی کُشنده[۱۱]
- اتساع دهانه رحم بیشتر از ۴ سانتی‌متر[۱۱]
- وجود کوریوآمنیونیت یا عفونت داخل رحمی[۱۱]
- زن باردار دارای فشار خون بالا ناشی از بارداری،[۱۱] اکلامپسی شدید[۱۱] / پره‌اکلامپسی،[۹] خون‌ریزی فعال واژن،[۱۱] جدا شدن جفت، بیماری قلبی-عروقی،[۱۱] یا وضعیت دیگری است که نشان می‌دهد بارداری نباید ادامه یابد.[۱۱]
- بی‌ثباتی همودینامیک مادر همراه با خونریزی[۹]
- مرگ جنین در داخل رحم، ناهنجاری‌های کُشندهٔ جنین، یا هرگونه وضعیت نامناسب و خطرناک جنین[۹]

## آیندهٔ توکولیتیک‌ها
اکثر توکولیتیک‌ها در حال حاضر بدون برچسب استفاده می‌شوند. جهت کلی توسعهٔ عوامل توکولیتیک در آینده باید به‌سمت اثربخشی بهتر در طولانی کردن عمدی بارداری هدایت شود. این موضوع، به‌طور بالقوه می‌تواند منجر به کاهش مواردی چون اثرات جانبی دارو برای مادر، جنین و نوزاد شود.
چند جایگزین توکولیتیک‌ها که ارزش مطالعاتی دارند عبارت‌اند از:
باروسیبان به‌عنوان آخرین نسل از آنتاگونیست‌های گیرنده‌های هورمون اکسی‌توسین و داروهای مهارکننده انتخابی کوکس۲. مطالعات بیشتر در مورد استفاده از چندین توکولیتیک، باید علاوه بر تأخیر زایمان، در مورد پیامدهای کلی و دیگر اثرات استفاده از آن‌ها نیز انجام شود.